# Mitraia unispina
Genre
Synonymes
- Tiara González-Sponga, 1987 nec Swainson, 1831

Espèce
Synonymes
- Tiara unispina González-Sponga, 1987

Mitraia unispina, unique représentant du genre Mitraia, est une espèce d'opilions laniatores de la famille des Zalmoxidae.

## Distribution
Cette espèce est endémique de l'État d'Aragua au Venezuela. Elle se rencontre vers Santos Michelena.

## Description
Le mâle holotype mesure 3,20 mm et la femelle paratype 2,89 mm.

## Systématique et taxinomie
Cette espèce a été décrite sous le protonyme Tiara unispina par González-Sponga en 1987. Le nom Tiara González-Sponga, 1987 étant préoccupé par Tiara Swainson, 1831, il est renommé Mitraia par Kury et Alonso-Zarazaga en 2011.

## Publications originales
- González-Sponga, 1987 : « Aracnidos de Venezuela. Opiliones Laniatores I. Familias Phalangodidae y Agoristenidae. » Boletin de la Academia de Ciencias Fisicas, Matematicas y Naturales, vol. 23, p. 1–562 (texte intégral).
- Kury & Alonso-Zarazaga, 2011 : « Addenda and corrigenda to the Annotated catalogue of the Laniatores of the New World (Arachnida, Opiliones). » Zootaxa, no 3034, p. 47–68.